# Bisante

Jako Rhaedestus

Bisante (stgr. Βισάνθη Bisánthe) – starożytne miasto na ziemiach trackich nad Propontydą, założone przez wychodźców z Samos. Dzisiejsze tureckie Tekirdağ, dawniej (z ngr. Redestos) nazywane w polskim piśmiennictwie Rodosto.